# 그랜트 알렉산더
그랜트 알렉산더(Grant Aleksander, 1959년 8월 6일 ~ )는 미국의 배우, 텔레비전 배우, 모델이다. 볼티모어에서 태어났다.

## 어린 시절
알렉산더는 메릴랜드주 볼티모어에서 태어났으며 세 형제 중 막내였다. 그는 맥도노 스쿨(McDonogh School)에서 축구 선수이자 연극인으로 잘 알려져 있었다. 그는 워싱턴 대학교와 리 대학교를 다녔으나 연기 경력을 쌓기 위해 중퇴했다. 그는 결국 학교로 돌아와 2012년에 연극 학사 학위를 취득했다.

## 방송
- 가딩 라이트
- 후즈 더 보스?
- 더 폴 가이
- 올 마이 칠드런